# Yidiresi Aishan
Yidiresi Aishan (en uigur: ئىدرىس ھەسەن, en chino: 伊迪热斯∙艾山) es un activista uigur e ingeniero informático.

## Carrera
Vivía en Turquía desde 2012, tenía papeles de residencia y trabajaba como diseñador web en un periódico en línea de la diáspora uigur. Aishan también ayudó a otros activistas a recoger testimonios y de abusos contra uigures en la región autónoma china de Xinjiang. Tras repetidas detenciones en Turquía, Aishan voló de Estambul a Casablanca, Marruecos, el 19 de julio de 2021.

## Detención
A su llegada al aeropuerto internacional Mohammed V, las autoridades marroquíes detuvieron a Aishan en respuesta a una notificación roja de Interpol emitida a petición de China. Activistas afirmaron que la detención obedecía a motivos políticos y formaba parte de una campaña china más amplia de persecución de disidentes percibidos en el extranjero. La organización no gubernamental Safeguard Defenders pidió a los embajadores marroquíes en Washington, París y Bruselas que no lo extraditaran. Organizaciones de derechos humanos instaron a Marruecos a no extraditar a Aishan a China; Amnistía Internacional declaró que Aishan se enfrentaba a "detención arbitraria y tortura" si era devuelto por la fuerza a China, y Joanne Mariner, directora de su Programa de Respuesta a las Crisis, afirmó en un comunicado que su deportación "violaría el derecho internacional". El Congreso Mundial Uigur también exigió a las autoridades marroquíes que detuvieran cualquier procedimiento de deportación.
En agosto de 2021, Interpol suspendió la difusión roja de Aishan. Su Secretaría General declaró que "Dado que se ha puesto en conocimiento de la Secretaría General nueva información, se ha suspendido la difusión roja publicada anteriormente sobre Yidiresi Aishan mientras se lleva a cabo una nueva revisión".

## Vida personal
Aishan tiene tres hijos.